# ここ
| ウィキペディアには「ここ」という見出しの百科事典記事はありません（タイトルに「ここ」を含むページの一覧/「ここ」で始まるページの一覧）。 代わりにウィクショナリーのページ「ここ」が役に立つかもしれません。 |